# التوتر لدى طلاب الطب
التوتر لدى طلاب الطب هو الضغط الناجم عن البرامج الطبية الشاقة، والتي قد يكون لها آثار جسدية ونفسية على رفاهية طلاب الطب. التوتر المفرط في التدريب الطبي يؤهب الطلاب للصعوبات في حل النزاعات بين الأشخاص نتيجة للضغوط السابقة. تعاني نسبة كبيرة من طلاب الطب من اضطرابات القلق بسبب الآثار الطويلة الأمد للضغط على الأعراض العاطفية والسلوكية. أصبحت هذه الحالة محط اهتمام محلي وعالمي، وبالتالي فإن الخط الأول للكشف والدفاع عن التوتر هم الطلاب أنفسهم. يحتاج الطلاب إلى الحصول على الأدوات اللازمة للتعرف على التوتر والتعامل معه، بالإضافة إلى التأكد من أنهم لن يتعرضوا للحكم من الآخرين لإدراك حاجتهم للمساعدة في التعامل مع التوتر. يحتاج المعلمون والمستشارون وأعضاء هيئة التدريس الآخرون الذين يلاحظون علامات التوتر لدى الطالب إلى الاقتراب منه بطريقة غير مهددة وغير حكمية، في محاولة لمساعدة طلاب الطب على التعرف على التوتر والتعامل معه.

## الأسباب
يتم تعريف التوتر على أنه عدم توازن بين الظروف البيئية اللازمة للبقاء وقدرة الأفراد على التكيف مع هذه الظروف. تم التعرف على التوتر لدى طلاب الطب لفترة طويلة. استكشفت العديد من الدراسات الأسباب والعواقب والحلول. هناك ثلاث قضايا تعتبر الأكثر صلة، من حيث تطور التوتر لدى طلاب الطب. مطلوب منهم تعلم قدر كبير من المعلومات الجديدة في فترة زمنية قصيرة قبل إجراء الاختبارات والتقييمات. لذلك، ليس لديهم الوقت الكافي لمراجعة ما تعلموه.
طلاب الطب مثقلون بكمية هائلة من المعلومات. لديهم وقت محدود لحفظ جميع المعلومات التي تمت دراستها. يخلق الحمل الزائد للمعلومات شعورًا بخيبة الأمل بسبب عدم القدرة على التعامل مع جميع المعلومات دفعة واحدة والنجاح خلال فترة الامتحان. يعاني العديد من طلبة الطب مع قدرتهم على تلبية متطلبات المناهج الطبية.
تختلف استجابات التوتر للحالات المختلفة على مستويات مختلفة من الوعي والضغط النفسي والضغط الفسيولوجي. قد تكون نقاط الضغط هذه مترابطة، وقد يكون كل منها على مستوى مختلف. يعتقد الكثير من الناس أن الفترة الأكثر إرهاقًا في مهنة طالب الطب الأكاديمية هي الفجوة بين التخرج من كلية الطب وكونه مؤهلًا في تخصص طبي. قسمت لجنة الخدمة المقيمة التابعة لجمعية مديري البرامج في الطب الضغوطات المشتركة في الإقامة إلى ثلاث فئات: الظرفية والشخصية والمهنية.
تشمل الضغوطات الظرفية الساعات المفرطة، والحرمان من النوم، عبء العمل المفرط، والمسؤوليات الكتابية والإدارية الطاغية، والدعم غير الكافي من المهنيين الصحيين المتحالفين، وعدد كبير من المرضى الصعبين، وظروف التعلم التي تكون أقل من المثلى. يعاني طلاب السنة الثانية من حالات إجهاد أخرى لأنهم يبدأون في التفاعل مع المرضى. تتضمن هذه التفاعلات المواقف العصيبة، مثل إيصال الأخبار السيئة.
تشمل الضغوطات الشخصية قضايا الأسرة والأصدقاء والعلاقات. المشاكل المالية شائعة، حيث أن العديد من السكان يتحملون ديونًا تعليمية ثقيلة، ويشعرون أنهم مضطرون إلى الحصول على وظيفة ثانوية لسداد ديونهم. كثيرا ما تتفاقم العزلة عن طريق الانتقال بعيدا عن الأسرة والأصدقاء. تشمل الضغوطات الأخرى وقت فراغ محدود للاسترخاء أو تطوير أنظمة دعم جديدة، والمخاوف النفسية الاجتماعية الناجمة عن ضغط الإقامة، ومهارات التأقلم غير الكافية. تشمل الضغوطات المهنية المسؤولية عن رعاية المرضى، والمرضى الذين يعانون من صعوبات، وزيادة المعلومات والتخطيط الوظيفي.

## تأثيرات
تؤدي الكميات المفرطة من الضغط في التدريب الطبي إلى استعداد الطلاب للصعوبات في حل النزاعات الشخصية، واضطرابات النوم، وانخفاض الانتباه، وانخفاض التركيز، وإغراء الغش في الامتحانات، والاكتئاب، وفقدان الموضوعية، وزيادة حدوث الأخطاء، والسلوك غير اللائق مثل الإهمال. علاوة على ذلك، فإن التوتر لدى طلاب الطب يمكن أن يكسر استقرار صحة الطالب ويؤدي إلى المرض. يمكن أن يسبب هذا الصداع، واضطرابات الجهاز الهضمي، وأمراض القلب التاجية، وضعف الأحكام، والتغيب، والتطبيب الذاتي، واستهلاك المخدرات والكحول. من الجدير بالذكر أن هذه المخاطر تستمر طوال فترة التدريب، مما يؤثر أيضًا على الأطباء المقيمين والحاضرين بالإضافة إلى طلاب الطب، خاصة فيما يتعلق بأعراض الاكتئاب.
أظهرت دراسة حديثة بين طلاب الطب الألمان في الجامعات الدولية أن خطر الإصابة بأعراض الاكتئاب أعلى بنسبة 2.4 مرة من متوسط السكان. أظهر 23.5% من طلاب الطب الألمان أعراض اكتئاب ذات صلة سريريًا. اقترح التحليل التلوي في المجلة الأمريكية JAMA أعراض الاكتئاب في 21% إلى 43% من جميع طلاب الطب.
يبذل الطلاب جهدًا لمواجهة تأثير المواقف العصيبة بمهارات التكيف المختلفة. يشمل التكيف على حد سواء الجهود المعرفية والسلوكية ضد مشكلة الإجهاد التي واجهتها أثناء الامتحانات. يميل طلاب الطب الذين يفشلون في إدارة مستويات الإجهاد لديهم إلى أن يكونوا أقل كفاءة في عملهم. الطلاب الذين لا يديرون الحدود الزمنية للفحوصات يفتقرون إلى وقت لممارسة الرياضة والتفاعلات الاجتماعية.

## الآثار الجسدية
مستويات التوتر لها علاقة قوية بالحالة البدنية. يمكن أن يعاني طلاب الطب خلال فترة الفحص من الأرق والتعب والغثيان. علاوة على ذلك، ويعانو أيضا بسبب الإسهال أو الإمساك. الأمراض الجلدية، بما في ذلك حب الشباب والتهاب الجلد والصدفية، شائعة خلال فترة الفحص. هذه الأعراض تثيرها ساعات العمل الطويلة والتوتر في إكمال الدورات بدرجات جيدة.
من المعروف أن طلاب الطب يستهلكون المشروبات التي تحتوي على الكافيين لتكون نشطة وتنبيه خلال وقت الدراسة. يشرب هؤلاء الطلاب كميات كبيرة من القهوة والشاي والمشروبات الغازية ومشروبات الطاقة. على الرغم من أن زيادة تناول الكافيين يمكن أن تزيد من مستويات الأدينوزين والأدرينالين والكورتيزول والدوبامين في الدم، فإن الكافيين يمنع أيضًا امتصاص بعض العناصر الغذائية، مما يزيد من حموضة الجهاز الهضمي ويستنزف مستويات الكالسيوم والمغنيسيوم والحديد وغيرها تتبع معادن الجسم من خلال إفراز البول. علاوة على ذلك، يقلل الكافيين من تدفق الدم إلى الدماغ بنسبة تصل إلى 30 في المائة، ويقلل من تحفيز الأنسولين، وهو هرمون يساعد على تنظيم مستوى السكر في الدم في الجسم.
يمكن أن تؤدي المستويات المرتفعة من الأدينوزين والأدرينالين والكورتيزول والدوبامين في الدم إلى الشعور بالإرهاق والاكتئاب وتغيرات السلوك وأمراض القلب ومشاكل الوزن والسكري وأمراض الجلد. كما أنه يقلل من الاستجابة المناعية، والتي يمكن أن تؤدي إلى حرقة المعدة وقرحة المعدة.
.

## الآثار النفسية
يعتبر المستوى الأمثل من التوتر جيدًا لأن طلاب الطب يطورون قدرات التكيف. ومع ذلك، فإن الكثير من التوتريسبب مشاكل. ذكرت دراسات سابقة أن نسبة كبيرة من طلاب الطب يعانون من اضطرابات القلق لأن التوتر له علاقة قوية بالمشاكل العاطفية والسلوكية. تنتشر مشاعر خيبة الأمل أكاديمياً في الطلاب الذين لديهم أداء أكاديمي ضعيف.
تشمل الاضطرابات العاطفية الرئيسية التي لوحظت عدم القدرة على الشعور بالسعادة المعقولة، وفقدان النوم، والقلق المفرط، والشعور المستمر بالضغط، والشعور بالتعاسة والاكتئاب، وعدم القدرة على التركيز، وعدم القدرة على الاستمتاع بالأنشطة العادية، وفقدان الثقة في الذات، عدم القدرة على التغلب على الصعوبات، وعدم القدرة على مواجهة المشاكل، وعدم القدرة على اتخاذ القرارات، وعدم القدرة على لعب دور مفيد في الأشياء، والاعتقاد بأن لا قيمة لها. بالنظر إلى هذه الاضطرابات العاطفية، أثبتت الدراسات أيضًا أن طلاب الطب هم أكثر عرضة لأفكار انتحارية من طلاب الكليات الأخرى.
قد تستجيب طالبات الطب لتوتر بمظاهر أقوى للقلق. تم العثور على الضغوطات الفسيولوجية والنفسية والسلوكية ذات الصلة بالتغيرات الأيضية في الجسم.
قد يضر التوتر أيضًا بالفعالية المهنية. يقلل من الانتباه، ويقلل التركيز، ويؤثر على مهارات صنع القرار، ويقلل من القدرة على إقامة علاقات قوية بين الطبيب والمريض. لاحظ طلاب الطب أيضًا تغيرات في سلوكهم عندما يشعرون بالتوتر. التهيج والاكتئاب شائعان لدى الطلاب في الفصول الدراسية اللاحقة، وتزداد هذه الاضطرابات العقلية عند بدء الامتحانات.

## علاج أو معاملة
بما أن التوتر المفرط يسبب مشاكل، فمن المهم تقييم درجة التوترالتي قد يعاني منها الطالب. اليوم، هناك طرق لتقييم مستوى الضغط العاطفي الذي يمكن لطلاب الطب التعامل معه. من المستحسن إدارة وقت الدراسة وتضمين التغذية الصحية طوال اليوم. بالإضافة إلى ذلك، يمكن أن تساعد التمارين اليومية في تقليل التوتر. تساعد التدخلات ضد عدم الأمانة الأكاديمية مثل الانتحال أيضًا على منع خطر الإجهاد والاكتئاب لدى طلاب الطب. كما تسمح الدراسة في مجموعة صغيرة للطلاب بالتعلم من بعضهم البعض وتقليل ضغوط التعلم من خلال مشاركة الأفكار. علاوة على ذلك، توفر بعض كليات الطب علماء النفس لمساعدة الطلاب على إدارة الإجهاد.
التواصل بين طلاب الطب في السنة الثالثة والرابعة يعدهم لضغوط الممارسة السريرية الواقعية. يحفز هذا التحضير الذهني الطلاب لتقليل نسب الخطأ في الاستشارة الطبية. طلاب الطب مستعدون لتشخيص وعلاج المرضى، ولكن قد لا يكونون مستعدين بشكل كاف للتفاعل مع مشاكل مريضهم، أو للتعامل مع الأخبار السيئة وكذلك التوتر العاطفي للمريض أثناء الاستشارات.